# Catharsius approximans
Catharsius approximans är en skalbaggsart som beskrevs av Hermann Julius Kolbe 1893. Catharsius approximans ingår i släktet Catharsius och familjen bladhorningar. Inga underarter finns listade.